# Antoni Franquesa Fonoll
Antoni Franquesa Fonoll, també conegut Toni, Ton, Felipe o Niño (Vic, Osona, 1920- Montcada, 1950) va ser un guerriller antifranquista català.

## Biografia
Altres fonts situen el seu naixement a Santa Eulàlia de Riuprimer, Osona, l'any 1920. El 19 de juliol de 1936 s'incorporà a les milícies de la Joventut Comunista Ibèrica (JCI), l'organització juvenil del Partit Obrer d'Unificació Marxista (POUM), on romangué fins que passà a la 42a Divisió de l'Exèrcit Popular després de la militarització de les milícies. El 1939, amb el triomf franquista, creuà els Pirineus i va ser internat al camp de concentració d'Argelers, on retrobà son pare, antic dirigent sindicalista que acabà sent afusellat pels nazis. Antoni Franquesa aconseguí fugir del camp i, immediatament després, s'incorporà a la lluita antifranquista a l'interior de la Catalunya ocupada. El 1941 va ser detingut i va estar tancat a la presó Model de Barcelona fins al 1944. De bell nou a França, durant anys va ser enllaç del POUM i la Confederació Nacional del Treball (CNT) i «guia de frontera», traslladant militants antifranquistes d'una banda a l'altra de la frontera. Bon coneixedor del Pirineu català, també va fer serveis per al Deuxième Bureau, el servei d'informació de l'Exèrcit francès i de la Resistència. Desvinculat del POUM, s'afilià a la CNT del sector «apolític», i, sembla que arran d'haver conegut a la presó el guerriller llibertari Celedonio García Casino, s'afegí als grups d'acció anarquistes. El juliol de 1948 creuà la frontera amb Josep Lluís Facerías ("Face") i participà en un atracament a Barcelona. Després retornà a França, però el 26 d'agost de 1949 va ser ferit —un tret a la boca i un altre al braç amb fractura— en una emboscada ordida per la Guàrdia Civil a la frontera pirinenca i on moriren Enrique Martínez Marín i Celedonio García Casino. El març de 1950 retornà a la Península amb Facerías i intervingué en diverses accions, com ara la col·locació d'una bomba l'1 d'abril («Día de la Victoria») i l'atracament frustrat realitzat el 17 d'aquell mateix mes. El 19 d'abril de 1950 Antoni Franquesa Fonoll, Cèsar Saborit Carrelero i Facerías atracaren un forn de pa a Cerdanyola; el grup va ser interceptat per la Guàrdia Civil en un control de carreteres a prop de Santa Maria de Montcada i Franquesa caigué abatut, mentre Saborit i Facerías aconseguiren fugir camps a través sota una pluja de bales. Franquesa, en morir, tenia dos fills bessons molt menuts.